# Låt mig få tända ett ljus (musikalbum)
Låt mig få tända ett ljus är ett julalbum från 1987 av den svenska sångaren Jan Malmsjö, utgivet på skivmärket Little Big Apple på grammofon , MK  och CD .
1991 återutgavs albumet på skivmärket Mariann, både på CD  och MK .
1993 var det återigen dags att på nytt ge ut albumet,, både på CD  och MK , men nu på skivmärket KM (CD) medan MK-versionen gavs ut på Mariann.

## Låtlista
1. Låt mig få tända ett ljus (Schlafe, mein Prinzchen, schlaf ein)
2. Natten tänder ljus på himlen
3. Stilla natt (Stille Nacht, heilige Nacht)
4. Jag drömmer om en jul hemma
5. Vem är det barnet
6. Ser du stjärnan i det blå (When You Wish upon a Star)
7. Nu tändas tusen juleljus
8. Jul i Gamla stan (Christmas in New York)
9. Jul, jul, strålande jul
10. Varje människa har ett ljus (Mary's Boy Child)
11. En jul utan dig
12. Julpotpurri

## Medverkande
- Lasse Wellander - gitarr
- Peter Ljung - klavaitur
- Sam Bengtsson - bas
- Klas Anderhell - trummor med mera

## Listplaceringar
| Lista (1987-1988) | Topplacering |
| ----------------- | ------------ |
| Sverige           | 5            |